# Pseudoltinomys
Lo pseudoltinomio (gen. Pseudoltinomys) è un roditore estinto. Visse tra l'Eocene superiore e l'Oligocene inferiore (circa 40 – 32 milioni di anni fa) e i suoi resti fossili sono stati ritrovati in Europa.

## Descrizione
Questo roditore, della taglia paragonabile a quella di un ratto, aveva un aspetto piuttosto simile agli odierni topi saltatori, a causa del notevole allungamento degli arti posteriori. La lunghezza totale dell'animale era di circa 35 centimetri, di cui quasi la metà spettava alla coda. Le zampe anteriori erano corte, mentre le zampe posteriori possedevano ossa lunghe e sottili, anche se la tibia indica una notevole muscolatura. La dentatura di Pseudoltinomys era caratterizzata da molari a corona piuttosto alta (ipsodonti). Un fossile eccezionale ha conservato alcuni dettagli come l'impronta dei peli sulla lunga coda, particolarmente folta.

## Classificazione
Pseudoltinomys è un rappresentante dei teridomiidi, un arcaico gruppo di roditori caratteristici dell'Eocene e dell'Oligocene, caratterizzati da una dentatura che si sviluppò verso l'ipsodontia (molari a corona alta). La specie più nota di Pseudoltinomys è P. gaillardi, della quale è stato ritrovato uno scheletro completo nel sito francese di Cereste. Altri teridomiidi ben noti sono Issiodoromys e Theridomys.

## Paleobiologia
Le proporzioni corporee di Pseudoltinomys, con zampe anteriori corte e quelle posteriori lunghe, indicano che questo animale era un ottimo saltatore. Questo tipo di locomozione doveva essere simile a quello adottato dai gerbilli attuali, ben adatti a un clima semiarido; è possibile che anche Pseudoltinomys vivesse in un ambiente simile; anche la dentatura ipsodonte sembrerebbe confermare questa ipotesi, poiché i molari a corona alta indicano una dieta basata su vegetali duri e fibrosi, tipici di un ambiente semiarido. Pseudoltinomys poteva sfruttare la sua notevole agilità per mettersi al sicuro da predatori come Amphicynodon e Cynodictis.